# Éclaircie

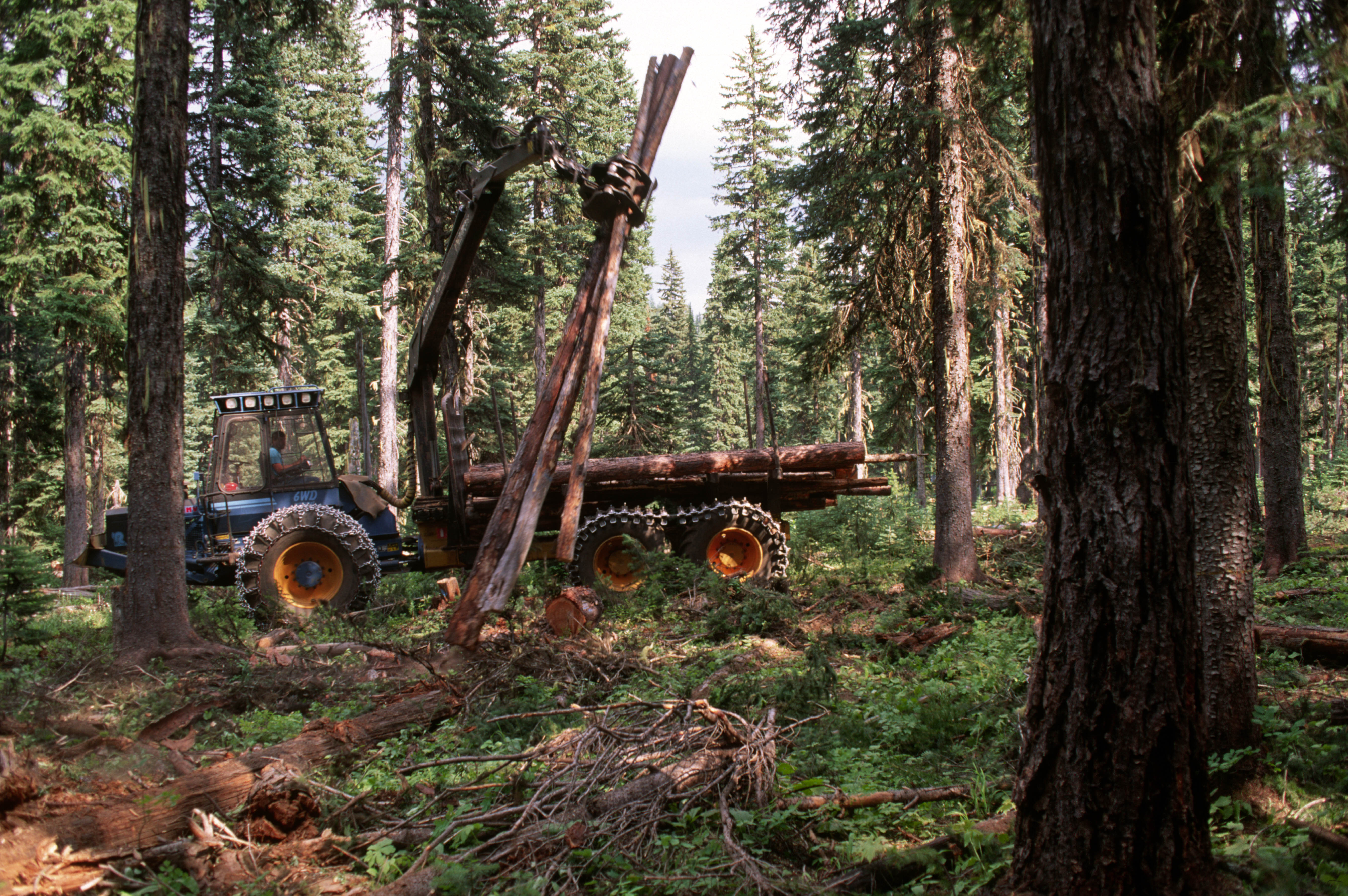
Une éclaircie réalisée dans la forêt nationale d'Umatilla, aux États-Unis.

En sylviculture, l'éclaircie est une opération consistant à supprimer un certain nombre d'arbres d'une parcelle au profit de ceux laissés en place. Elle peut être précédée d'un balivage. Lorsque l'éclaircie se pratique sur de jeunes arbres sans valeur commerciale qu'on laisse sur place, on parle alors de dépressage.

## Effet de l'éclaircie
L’eau du sol, les éléments nutritifs comme l’azote et la lumière sont des éléments essentiels à la croissance des végétaux. Ainsi, l’éclaircie est basée sur le principe que la réduction de la densité d’un peuplement végétal, entraîne une redistribution de l’eau du sol, des éléments nutritifs et surtout de la lumière en faveur d’un nombre restreint d’individus restants. La conséquence serait une meilleure croissance du diamètre et donc du volume des tiges réservées. Toutefois, il a été montré que la croissance à l’échelle du peuplement n’est pas affectée par cette réduction de la densité (issu de la loi de Eichhorn qui stipule que la production dépend de l'âge et de la station, et donc pas de la densité du peuplement forestier). Pour cette raison, l’éclaircie peut être vue comme un traitement sylvicole qui vise une meilleure qualité, en termes de diamètre, d'un nombre de tiges réduits et non une augmentation du volume à l’échelle du peuplement.
L'éclaircie permet à l'arbre d'accroître son volume individuel, d'assurer une meilleure stabilité face aux accidents climatiques et au propriétaire d'améliorer son peuplement forestier et d'en tirer de petits revenus intermédiaires avant la récolte .

## Nature de l'éclaircie
Selon qu'on élimine des petits arbres dominés ou des gros arbres co-dominants, on parle respectivement de « coupes par le bas  » ou de « coupes par le haut » et entre les deux de « coupes mixtes ». 
Cette nature de l'éclaircie s’exprime numériquement par le coefficient  K = ve/vav où  ve est le volume de l'arbre moyen enlevé à l'éclaircie et vav est le volume de l'arbre moyen avant éclaircie. 
- Si K < 0,7 l'éclaircie est qualifiée de « par le bas »,
- si K > 1, de « par le haut », et
- si 0,7 < K  < 1, de « mixte ».

Pour améliorer significativement le peuplement, il est important d'avoir une nature d'éclaircie « par le haut ».

## Types d'éclaircies
Il existe plusieurs types d'éclaircies selon les types de peuplements, la rotation (période) entre chaque éclaircie et du rôle de la forêt ainsi que son évolution :
- L'éclaircie sélective consiste à sélectionner les arbres à garder ou à couper en fonction de l'objectif recherché.
- L'éclaircie systématique est surtout utilisée dans les plantations en ligne de résineux. Sont enlevés une ligne sur deux ou une ligne sur trois, et/ou sur une ligne, un arbre sur deux.
- L'éclaircie sanitaire se pratique dans le cas où le peuplement a subi des dégâts et les arbres malades, blessés ou abîmés doivent être retirés.

L'éclaircie est une action combinant la gestion et l'exploitation forestière qui consiste à couper et sortir les bois du peuplement.

## Quand doit-on éclaircir?
Si les arbres ne se touchent pas entre eux et les branches basses à l'intérieur de la plantation sont vertes jusqu'à la base du tronc, les arbres sont encore jeunes et mesurent probablement moins de 10 m de haut, c'est trop tôt pour éclaircir. En revanche, si les arbres se touchent, les branches s'interpénètrent et les branches basses sont sèches sur le tiers de la hauteur de l'arbre, il est temps d'éclaircir.

## Précautions à prendre
La partie aérienne d’un arbre peut être divisée en deux : le houppier et le tronc.
Le houppier, ensemble des branches et des feuilles, est l’usine à bois de l’arbre. Dans chaque feuille, le processus de photosynthèse activé par l’énergie solaire élabore tous les sucres et substances dont l’arbre a besoin pour vivre et grandir. Pour produire un maximum de bois, ce houppier doit être le plus étendu possible et bien exposé à la lumière.
Le tronc est un tissu de soutien pour l’arbre, sorte de colonne vertébrale qui fait office de réservoir pour accumuler le bois produit chaque année. À l’inverse du houppier, celui-ci doit être protégé de la lumière du soleil. Un éclairement brutal des troncs peut avoir deux conséquences néfastes pour l’arbre : 
- apparition de nombreux « gourmands », branches issues de bourgeons se formant sous l’écorce grâce à la lumière, et
- coups de soleil dramatiques pour certaines espèces à écorce fine comme le merisier.

Dans les deux cas, on assiste à une dégradation pouvant évoluer vers la descente de cime et même la mort de l’arbre.
La présence ou non d’un sous-étage détermine l’intensité de l’éclaircie. Seules les essences dites « d’ombre » peuvent constituer cet étage dominé. Ces espèces peuvent tolérer de vivre à l’ombre des dominants : charme, hêtre, noisetier, alisier torminal peuvent jouer ce rôle. Leur présence fournit un « gainage » protecteur latéral des troncs des arbres d’avenir vis-à-vis de la lumière et permet des éclaircies plus fortes dans l’étage dominant. L'absence de sous-étage est toujours un handicap pour une bonne sylviculture dans le chêne. Il peut cependant être planté artificiellement, comme l’a souvent fait l’Office national des forêts, qui a introduit un sous-étage dans bon nombre de chênaies domaniales.

## Les débouchés des produits d'éclaircies
Les débouchés des produits d'éclaircies sont de faible valeur et permettent au mieux de rembourser les frais de coupe. Les produits d'éclaircie peuvent servir pour la trituration, la fabrication de palettes, le bois de chauffage ou la fabrication de poteaux et pieux.

## Confusion possible
- éclaircissage sur les arbres fruitiers